# Bajrak (rejon czuhujewski)
Bajrak (ukr. Байрак) – wieś na Ukrainie, w obwodzie charkowskim, w rejonie czuhujewskim. W 2001 liczyła 42 mieszkańców.